# قیمت‌گذاری الکترونیکی جاده

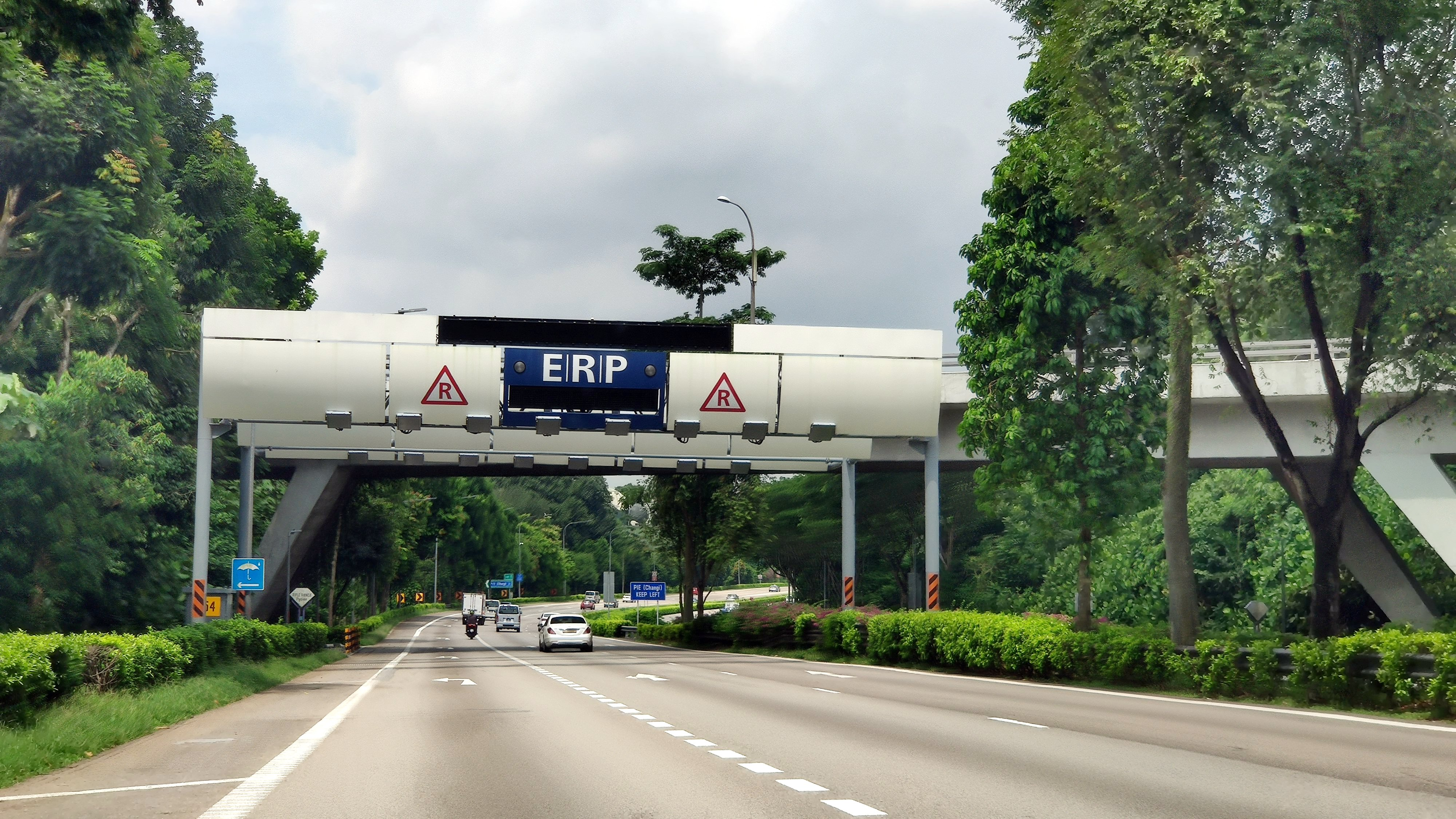
زیر بشکهای ERP در امتداد بزرگراه بوکیت تیماه.

سیستم قیمت‌گذاری الکترونیکی جاده (ERP) یک طرح پرداخت الکترونیکی عوارض است که در سنگاپور برای مدیریت ترافیک از طریق قیمت‌گذاری جاده‌ای و به عنوان یک مکانیسم مالیات مبتنی بر استفاده برای تکمیل سیستم گواهی حق مالکیت مبتنی بر خرید، اتخاذ شده است. در مجموع ۹۳ گنتری ERP در سراسر کشور، در امتداد بزرگراه‌ها و جاده‌های منتهی به منطقه مرکزی، وجود دارد. تا ژوئیه ۲۰۲۴، تنها ۱۹ گنتری ERP در حال کار هستند و همگی در بزرگراه‌هایی قرار دارند که همچنان ازدحام شدید است.
ERP توسط سازمان حمل و نقل زمینی (LTA) در اول آوریل 1998 برای جایگزینی طرح صدور مجوز منطقه سنگاپور (ALS) که برای اولین بار در ۱۱ اوت ۱۹۷۴ پس از آزمایش موفقیت‌آمیز سیستم با وسایل نقلیه با سرعت بالا معرفی شده بود، اجرا شد. این سیستم از عوارض جاده‌ای آزاد استفاده می‌کند؛ وسایل نقلیه برای پرداخت عوارض توقف یا سرعت خود را کاهش نمی‌دهند.
سنگاپور اولین شهر در جهان بود که سیستم جمع‌آوری الکترونیکی عوارض جاده‌ای را برای اهداف قیمت‌گذاری ترافیک پیاده‌سازی کرد. استفاده از آن الهام‌بخش شهرهای دیگر در سراسر جهان در اتخاذ سیستمی مشابه، به ویژه منطقهٔ عوارض ترافیکی لندن (CCZ)، مالیات ترافیک استکهلم، و برنامهٔ عوارض منطقهٔ تجاری مرکزی شهر نیویورک، بوده است. این طرح در سانفرانسیسکو نیز پیشنهاد شده است.

## سیستم

### سیستم فعلی

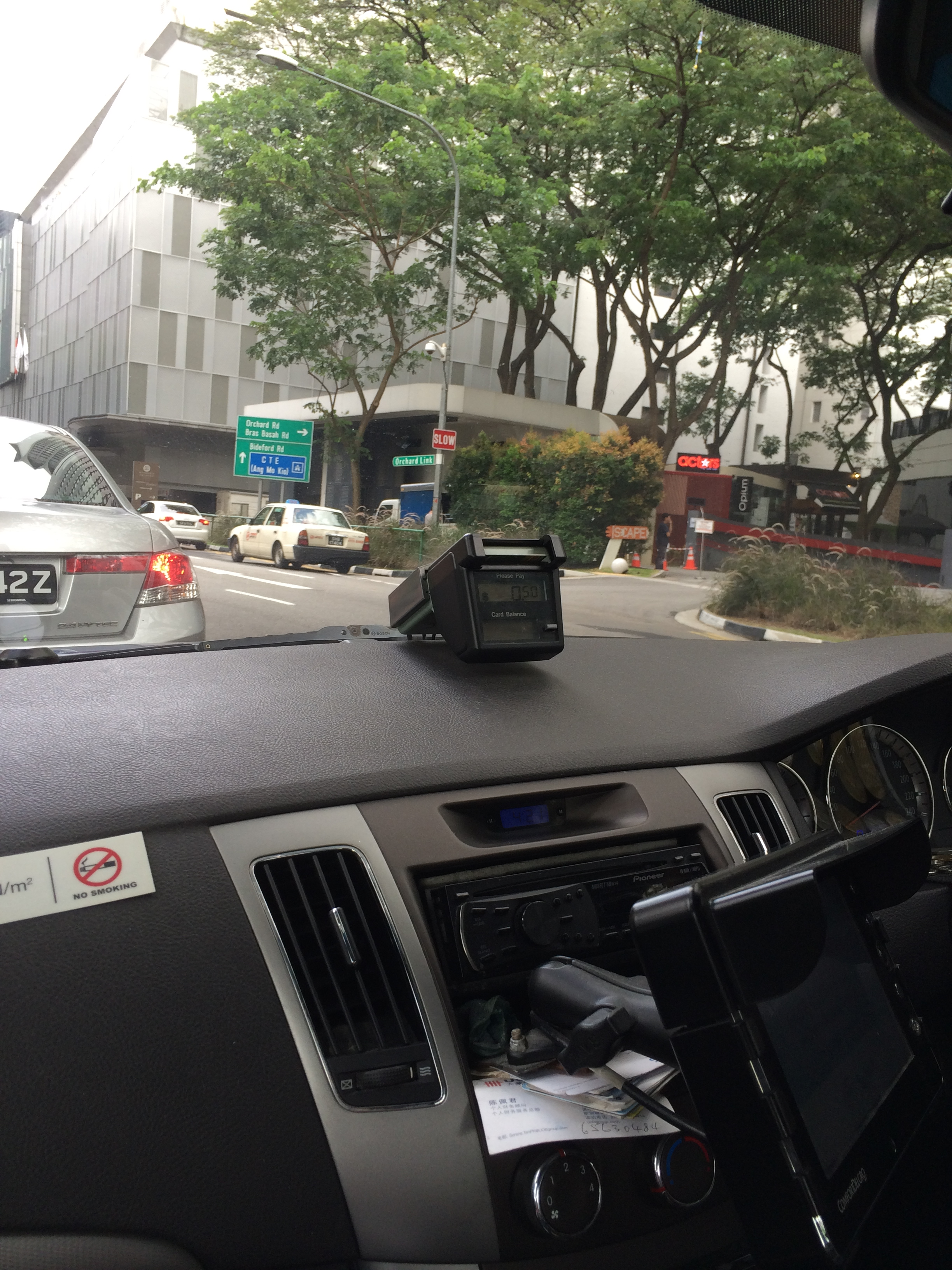
یک واحد داخلی (IU) در هیوندای سوناتا CRDI تحت مدیریت کامفورت تاکسی نصب شده است.

این طرح شامل گنتری‌های ERP است که در بزرگراه‌ها، جایی که ترافیک در ساعات اوج مصرف افزایش می‌یابد، قرار گرفته‌اند. سیستم گانتری در واقع سیستمی از حسگرها روی دو گانتری است که یکی جلوی دیگری قرار دارد. دوربین‌هایی نیز به دروازه‌ها متصل شده‌اند تا شماره پلاک عقب وسایل نقلیه را ثبت کنند. از ژانویه ۲۰۱۶ هیچ گنتری جدیدی اجرا نشده است.
دستگاهی به نام واحد درون خودرو (IU) در گوشه پایین سمت راست شیشه جلو و در دید راننده نصب شده است که در آن یک کارت اعتباری، کارت نقدی NETS، برای پرداخت عوارض جاده‌ای قرار داده شده است. نسل دوم IU، پرداخت‌های بدون تماس و EZ-Link را می‌پذیرد. هزینه یک واحد بین‌المللی (IU) ۱۵۰ دلار سنگاپور است. برای همه وسایل نقلیه ثبت شده در سنگاپور، در صورت تمایل به استفاده از جاده‌های دارای قیمت، نصب IU الزامی است.
شرکت صنایع سنگین میتسوبیشی، فناوری IU را به سنگاپور فروخت و این پروژه در سال ۱۹۹۵ از طریق یک مناقصه عمومی توسط کنسرسیومی متشکل از شرکت فیلیپس سنگاپور، شرکت صنایع سنگین میتسوبیشی، شرکت الکترونیکی میوشی و شرکت مهندسی CEI رهبری شد.
وقتی وسیله نقلیه‌ای مجهز به IU از زیر یک دروازه ERP عبور می‌کند، هزینه استفاده از جاده از کارت نقدی موجود در IU کسر می‌شود. حسگرهای نصب‌شده روی گنتری‌ها از طریق یک سیستم ارتباطی برد کوتاه اختصاصی با واحد کنترل داخلی (IU) ارتباط برقرار می‌کنند و مبلغ کسرشده روی صفحه LCD واحد کنترل داخلی برای راننده نمایش داده می‌شود.
سیستم ERP 2.0 یک سیستم مبتنی بر سیستم ناوبری ماهواره‌ای جهانی (GNSS) است، برخلاف سیستم فعلی که دارای ایستگاه‌های کنترل فیزیکی در امتداد بزرگراه‌ها و همچنین جاده‌ها و راه‌های شریانی منتهی به مرکز شهر است. با سیستم جدید، طرح ERP به جای سیستم فعلی که در آن هنگام عبور وسایل نقلیه از یک ایستگاه ERP فیزیکی، عوارض ثابتی دریافت می‌شود، به سمت سیاست شارژ مبتنی بر مسافت حرکت خواهد کرد.
پیش‌بینی می‌شود که با پیاده‌سازی و فعال‌سازی کامل سیستم، دیگر نیازی به گنترهای فیزیکی ERP نباشد. پس از نصب OBU جدید روی تمام وسایل نقلیه، گنتری‌های ERP موجود برداشته شده و نشانگرها یا علائم بصری جدید برای نشان دادن مکان‌های شارژ ERP نصب خواهند شد.

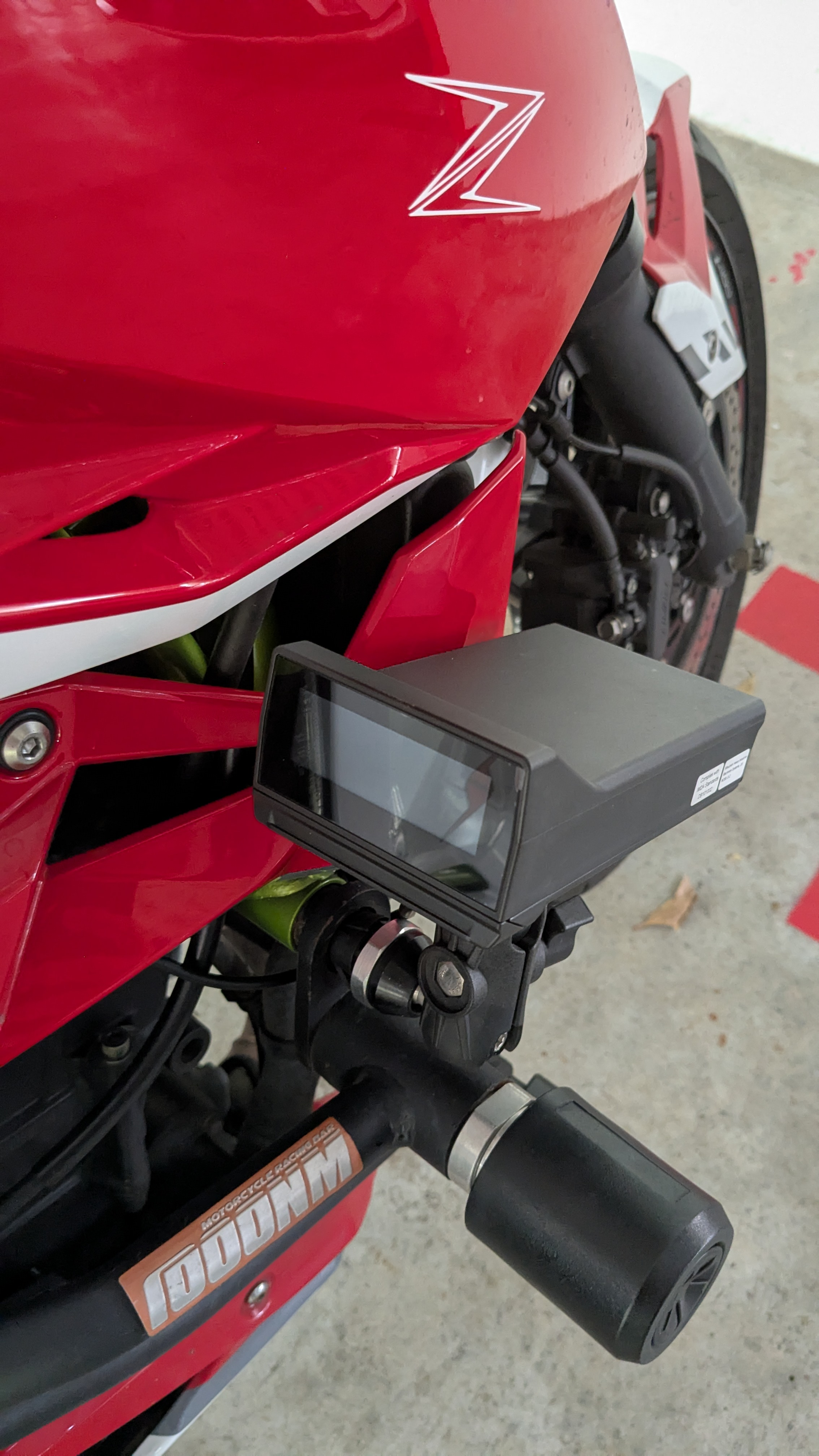
یک واحد داخلی که در کنار موتورسیکلت شخصی نصب شده است

سیستم‌های IU فعلی با واحدهای داخلی (OBU) جایگزین خواهند شد که واحدهای یک تکه برای موتورسیکلت‌ها و واحدهای سه تکه برای سایر وسایل نقلیه هستند، زیرا سیستم IU فعلی با سیستم کارت که در سال ۲۰۱۷ معرفی شد، قابل استفاده نیست
واحد داخلی (OBU) که به‌طور مشترک توسط گروه NCS و سیستم موتور MHI توسعه داده شده است، به صورت مرحله‌ای راه‌اندازی خواهد شد و قرار است نصب آن تا سال ۲۰۲۵ تکمیل شود. واحد کنترل تردد (OBU) برای همه وسایل نقلیه، به جز موتورسیکلت‌ها که به صورت یک واحد یکپارچه باقی خواهند ماند، از سه جزء تشکیل شده است.
این واحدهای سه‌تکه شامل یک آنتن، واحد پردازش و یک صفحه نمایش لمسی هستند. آنتن و صفحه نمایش لمسی در گوشه پایین سمت راست شیشه جلو و در دید راننده نصب خواهند شد، در حالی که واحد پردازش در سمت راست جای پای سرنشین برای واحد سه تکه قرار دارد.
انتظار می‌رود OBU ویژگی‌های مختلفی داشته باشد، از جمله اینکه بتواند اطلاعات ترافیک را به صورت آنی نمایش دهد و پارکینگ بدون کوپن و پرداخت خودکار را تسهیل کند.
دارندگان خودرو می‌توانند صفحه نمایش لمسی را نصب نکنند، اما قادر به تنظیم صدای OBU نخواهند بود. سایر ویژگی‌ها مانند سیستم پرداخت آینده که به OBU معرفی خواهد شد، داده‌های ترافیکی زنده و به‌روزرسانی‌ها، از طریق برنامه‌های تلفن هوشمند که با کیت‌های توسعه نرم‌افزار منتشر شده توسط LTA توسعه یافته‌اند، قابل دسترسی هستند.
کاربران جاده‌ای می‌توانند از کارت‌های بدون تماس با مشخصات برنامه کیف پول الکترونیکی (CEPAS) استفاده کنند که می‌توانند در واحد پردازش قرار داده شوند.
LTA اعلام کرد که سیاست دریافت هزینه بر اساس مسافت در آینده نزدیک اجرا نخواهد شد و هیچ تاریخ مشخصی برای اجرای این سیاست جدید وجود ندارد. هزینه‌های فعلی ERP ثابت خواهد ماند و واحدهای OBU می‌توانند هنگام عبور از یک گنتری فیزیکی ERP مانند واحدهای IU کار کنند. پس از اتمام نصب واحدهای OBU در تمام وسایل نقلیه، گنتری‌های فیزیکی در یک طرح سه مرحله‌ای برداشته خواهند شد.
نصب واحد کنترل دسترسی (OBU) در نوامبر ۲۰۲۳ آغاز شد. پس از حدود یک سال و نیم، تا ژوئن ۲۰۲۵ بیش از نیم میلیون وسیله نقلیه نصب شده بود. حدود ۵۴۰۰ خودرو، تقریباً دو درصد از حدود ۳۰۰۰۰۰ خودرویی که OBU نصب شده داشتند، با OBUهای نصب شده خود مشکل داشتند. واحدهای کنترل تردد (OBU) از کار افتادند و در نتیجه رانندگان قادر به ورود یا خروج از پارکینگ یا پرداخت عوارض جاده‌ای نبودند و متعاقباً رانندگان مجبور شدند برای تعمیر یا تعویض OBU به تعمیرگاه برگردند.